# Trutowisko
Trutowisko – izolowany naturalny obszar geograficzny (wyspa, dolina itp.) o promieniu co najmniej 10 km, na którym występuje jedna linia trutni (pnie ojcowskie). Tworzenie i utrzymymanie trutowisk umożliwia kontrolowane parowanie się matek pszczelich w celu zachowania czystości podgatunku (rasy) lub linii pszczoły miodnej lub tworzenia kontrolowanych krzyżówek.